# Gare d'Arnèke
La gare d'Arnèke est une gare ferroviaire française de la ligne d'Arras à Dunkerque-Locale, située sur le territoire de la commune d'Arnèke dans le département du Nord, en région Hauts-de-France. 
C'est une halte voyageurs de la Société nationale des chemins de fer français (SNCF), desservie par des trains TER Hauts-de-France.

## Situation ferroviaire
Établie à 25 mètres d'altitude, la gare d'Arnèke est située au point kilométrique (PK) 280,988 de la ligne d'Arras à Dunkerque-Locale entre les gares de Cassel et d'Esquelbecq.

## Histoire
Le tableau du classement par produit des gares du département du Nord pour l'année 1862, réalisé par Eugène de Fourcy, ingénieur en chef du contrôle, place la station d'Arnèke au 39e rang, et au 114e pour l'ensemble du réseau du Nord, avec un total de 18 548,91 fr. Dans le détail cela représente : 13 021,17 fr pour un total de 10 491 voyageurs transportés, la recette marchandises étant de 612,54 fr (grande vitesse) et 4 915,20 fr (petite vitesse).
En 1863, un abri est établi sur le quai situé du côté gauche de la voie.

## Service des voyageurs

### Accueil
Halte SNCF, c'est un point d'arrêt non géré (PANG) à accès libre. Elle est équipée d'automates pour l'achat de titres de transport.

### Desserte

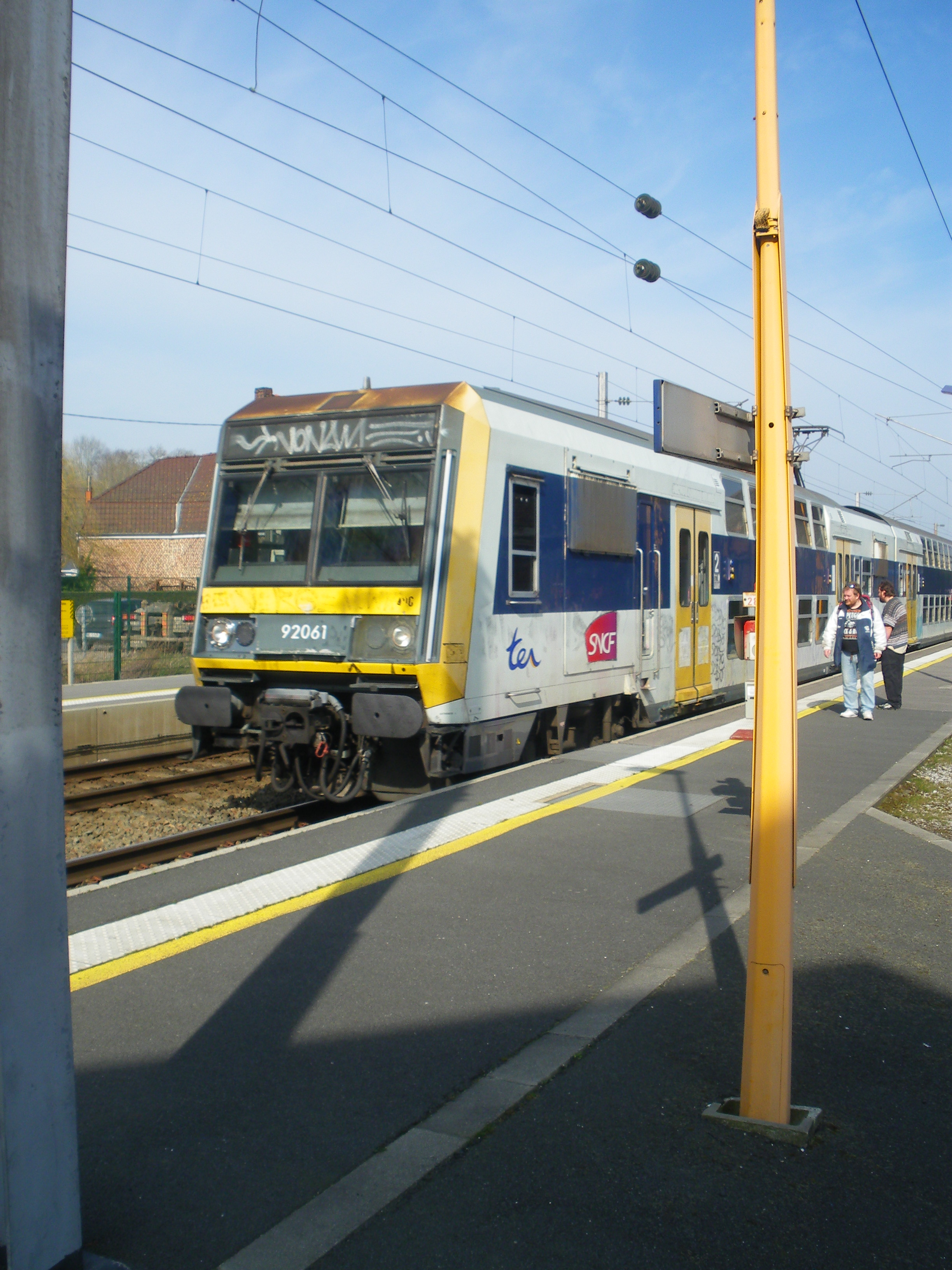
TER entrant en gare d'Arnèke.

Arnèke est desservie par des trains TER Hauts-de-France, qui effectuent des missions, entre les gares de Lille-Flandres, ou d'Hazebrouck, et de Dunkerque.

### Intermodalité
Un parc à vélos et un parking sont aménagés à ses abords.